# Caught In The Balance
Caught In The Balance es una canción de la banda de rock estadounidense Toto. Apareció originalmente en el disco Mindfields de 1999.
Esta es una de las más conocidas del álbum Mindfields de Toto. Fue lanzada en el mismo disco y en el lado B del sencillo Mad About You.

## Música
La canción empieza con los teclados, la batería y la guitarra. Después de los primeros 42 segundos de la canción empieza el bajo, y más tarde seguido de la voz de Bobby Kimball.
La versión del Livefields es diferente, por la canción no sigue las mismas notas de la versión original. Pero la versión del Falling In Between Live es más parecida a la original.
Musicalmente tiene casi el mismo estilo que la canción "Girl Goodbye" del álbum debut homónimo de la banda

## Apariciones en vivo
La canción apareció en las giras Mindfields World Tour, Falling in Between Tour y reapareció en 2015 en el Toto XIV Tour. En la primera, la canción daba inicio a los conciertos. Y en la segunda, se toca después de Bottom Of Your Soul en la manga del 2006; y en la manga del 2007, se tocó después de Hold the Line. Al parecer en el Toto XIV Tour se tocó como opcional.

## Personal
- Bobby Kimball: Voz.
- Steve Lukather: Guitarra.
- David Paich: Teclados
- Mike Porcaro: Bajo.
- Simon Phillips: Batería.
- Steve Porcaro: Teclados.
- Richard Page: Coros.